# Olivier Nsiabamfumu
Olivier Nsiabamfumu, né le 17 mars 1986 à Meaux en France, est un footballeur français. Il évolue au poste de défenseur central.

## Biographie
Préformé à l'INF Clairefontaine, il se fait connaître dans le documentaire À la Clairefontaine, diffusé sur Canal+, qui retrace la formation de jeunes footballeurs.
Après avoir quitté la Bretagne en 2006, Olivier, alors âgé de 20 ans, signe en Italie au sein de l'Ascoli Calcio 1898. Un peu plus de deux ans après, il change de championnat en février 2009 et se retrouve à l'AEK Athènes, où il ne dispute que deux matchs jusqu'à la fin de la saison. 
Il revient donc en Italie l'été suivant où il s'engage pour deux ans avec le club de Crotone, alors en Serie B. Après six mois et un seul match joué, un nouveau challenge en Serie C2 s'offre à lui au sein du Carrarese Calcio, mais Olivier ne peut aider le club à terminer sa série en dernière position.
Pour la saison 2010-2011, Olivier s'engage en faveur des Sports réunis Colmar, club de National.

## Carrière
| Saison      | Club                 | Pays   | Championnat  | Championnat | Championnat | Championnat  | Championnat  | Coupe d'Europe | Coupe d'Europe | Coupe d'Europe |
| Saison      | Club                 | Pays   | Division     | Matchs      | Buts        | Cartons      | Cartons      | Type           | Matchs         | Buts           |
| ----------- | -------------------- | ------ | ------------ | ----------- | ----------- | ------------ | ------------ | -------------- | -------------- | -------------- |
| Saison      | Club                 | Pays   | Division     | Matchs      | Buts        | Carton jaune | Carton rouge | Type           | Matchs         | Buts           |
| 2005 - 2006 | Stade rennais        | France | Ligue 1      | 0           | 0           | 0            | 0            | -              | -              | -              |
| 2006 - 2007 | Ascoli Calcio 1898   | Italie | Série A      | 2           | 0           | 0            | 0            | -              | -              | -              |
| 2007 - 2008 | Ascoli Calcio 1898   | Italie | Serie B      | 0           | 0           | 0            | 0            | -              | -              | -              |
| 2009 - 2009 | AEK Athènes          | Grèce  | Super League | 2           | 0           | 0            | 0            | -              | -              | -              |
| 2009 - 2010 | FC Crotone           | Italie | Serie B      | 1           | 0           | 0            | 0            | -              | -              | -              |
| 2009 - 2010 | Carrarese Calcio     | Italie | Serie C2     | 7           | 0           | 0            | 0            | -              | -              | -              |
| 2010 - 2011 | Sports réunis Colmar | France | National     | 19          | 0           | 4            | 0            | -              | -              | -              |

## Palmarès

### En club
- Rennes
  - Vainqueur du Tournoi de Montaigu : 2003
  - Vainqueur du Championnat de France des réserves professionnelles : 2004
  - Finaliste du Championnat de France des réserves professionnelles : 2005

### En sélection
- Équipe de France des moins de 19 ans
  - Vainqueur du Championnat d'Europe des moins de 19 ans : 2005